# Seymour Friedman
Pour les articles homonymes, voir Friedman.
Seymour Friedman (né le 17 août 1917 à Détroit, au Michigan, et mort le 2 avril 2003 à Los Angeles, en Californie) est un réalisateur et producteur américain.

## Filmographie

### Réalisateur
- 1948 : Traqués par Boston Blackie (en) (Trapped by Boston Blackie)
- 1949 : Rusty Saves a Life (en)
- 1949 : Boston Blackie's Chinese Venture (en)
- 1949 : Incendiaire par jalousie (en)  (The Crime Doctor's Diary)
- 1949 : The Devil's Henchman (en)
- 1949 : Prison Warden (en)
- 1949 : Rusty's Birthday (en)
- 1949 : Chinatown at Midnight
- 1949 : Bodyhold (en)
- 1950 : Customs Agent (en)
- 1950 : Rookie Fireman (en)
- 1950 : Counterspy Meets Scotland Yard (en)
- 1951 : Her First Romance (en)
- 1951 : J'accuse cet homme (en) (Criminal Lawyer)
- 1951 : Le Fils du Dr. Jekyll (en) (The Son of Dr. Jekyll)
- 1952 : Les requins font la loi (en) (Loan Shark)
- 1952 : La route de la mort (Escape Route)
- 1953 : La Guerre voilée (en) (Flame of Calcutta)
- 1953 : Le Saint défie Scotland Yard (The Saint's Return)
- 1954 : Le Défilé de la trahison (en) (Khyber Patrol)
- 1955 : African Manhunt (en)
- 1956 : Secret of Treasure Mountain (en)

### Assistant réalisateur
- 1947 : En marge de l'enquête (Dead Reckoning) de John Cromwell
- 1956 : Tu seras un homme, mon fils (The Eddy Duchin Story) de George Sidney

### Producteur
- 1961-1966 : Adèle (Hazel), 150 épisodes
- 1965-1966 : Gidget (en), 25 épisodes